# São João da Ribeira e Ribeira de São João
São João da Ribeira e Ribeira de São João (llamada oficialmente União das Freguesias de São João da Ribeira e Ribeira de São João) es una freguesia portuguesa del municipio de Rio Maior, distrito de Santarén.

## Historia
Fue creada el 28 de enero de 2013 en aplicación de una resolución de la Asamblea de la República de Portugal promulgada el 16 de enero de 2013 con la unión de las freguesias de Ribeira de São João y São João da Ribeira, pasando su sede a estar situada en la antigua freguesia de São João da Ribeira.

## Demografía
| Gráfica de evolución demográfica de São João da Ribeira e Ribeira de São João entre 2011 y 2021 |
|                                                                                                 |
| Datos según el nomenclátor publicado por el INE portugués.                                      |